# Анна София фон Сакс-Алтенбург
Анна София фон Сакс-Алтенбург (на немски: Anna Sophie von Sachsen-Altenburg; * 3 февруари 1598, Торгау, Саксония; † 20 март 1641, Оелс, Силезия) от род Ернестинските Ветини, е принцеса от Саксония-Алтенбург и чрез женитба херцогиня на Мюнстерберг-Оелс в Силезия.

## Живот
Дъщеря е на херцог Фридрих Вилхелм I фон Саксония-Ваймар (1562 – 1602) и втората му съпруга пфалцграфиня Анна Мария фон Пфалц-Нойбург (1575 – 1643), дъщеря на пфалцграф и херцог Филип Лудвиг от Пфалц-Нойбург.
Анна София се омъжва на 24 ноември 1618 г. в Оелс (Олешница) за херцог Карл Фридрих I (1593 – 1647) от Силезия-Мюнстерберг-Оелс от род Подебради. Те имат една дъщеря Елизабет Мария (1625 – 1686), омъжена през 1647 г. за херцог Силвиус I Нимрод фон Вюртемберг-Оелс (1622 – 1664)
Анна София умира на 43-годишна възраст. След нейната смърт Карл Фридрих се жени за херцогиня София Магдалена фон Бриг (1624 – 1660).